# Laboutarie
Laboutarie (La Botariá en occitan), localement prononcé et orthographié Laboutarié, est une commune française, située dans le centre du département du Tarn en région Occitanie. Sur le plan historique et culturel, la commune est dans l'Albigeois, une région naturelle agricole correspondant aux environs de la ville d’Albi.
Exposée à un climat océanique altéré, elle est drainée par le Dadou, l'Assou, le Ruisseau de Lézert et par divers autres petits cours d'eau. La commune possède un patrimoine naturel remarquable composé d'une zone naturelle d'intérêt écologique, faunistique et floristique.
Laboutarie est une commune rurale qui compte 508 habitants en 2022, après avoir connu une forte hausse de la population depuis 1962.  Elle fait partie de l'aire d'attraction d'Albi. Ses habitants sont appelés les Laboutartégeois ou  Laboutartégeoises.

## Géographie

### Localisation
Commune située entre Graulhet et Réalmont ; sur la commune passent le Dadou, le ruisseau de Lézert et l'Assou.

### Communes limitrophes
| Sieurac |            |                         |
|         | Laboutarie | Lombers                 |
|         | Montdragon | Saint-Genest-de-Contest |

### Voies de communication et transports
La commune est desservie par des lignes régulières du réseau régional liO : la ligne 705 la relie à Albi et à Lavaur ; la ligne 715 la relie à Graulhet et à Montredon-Labessonnié.

### Hydrographie
La commune est dans le bassin de la Garonne, au sein du bassin hydrographique Adour-Garonne. Elle est drainée par le Dadou, l'Assou, le ruisseau de Lézert, le ruisseau de Nandou, le ruisseau de Rival et par un petit cours d'eau, qui constituent un réseau hydrographique de 7 km de longueur totale,.
Le Dadou, d'une longueur totale de 115,8 km, prend sa source dans la commune de Saint-Salvi-de-Carcavès et s'écoule d'est en ouest. Il traverse la commune et se jette dans l'Agout à Ambres, après avoir traversé 23 communes.
L'Assou, d'une longueur totale de 36,7 km, prend sa source dans la commune du Fraysse et s'écoule du nord-est au sud-ouest. Il traverse la commune et se jette dans le Dadou sur le territoire communal, après avoir traversé 12 communes.

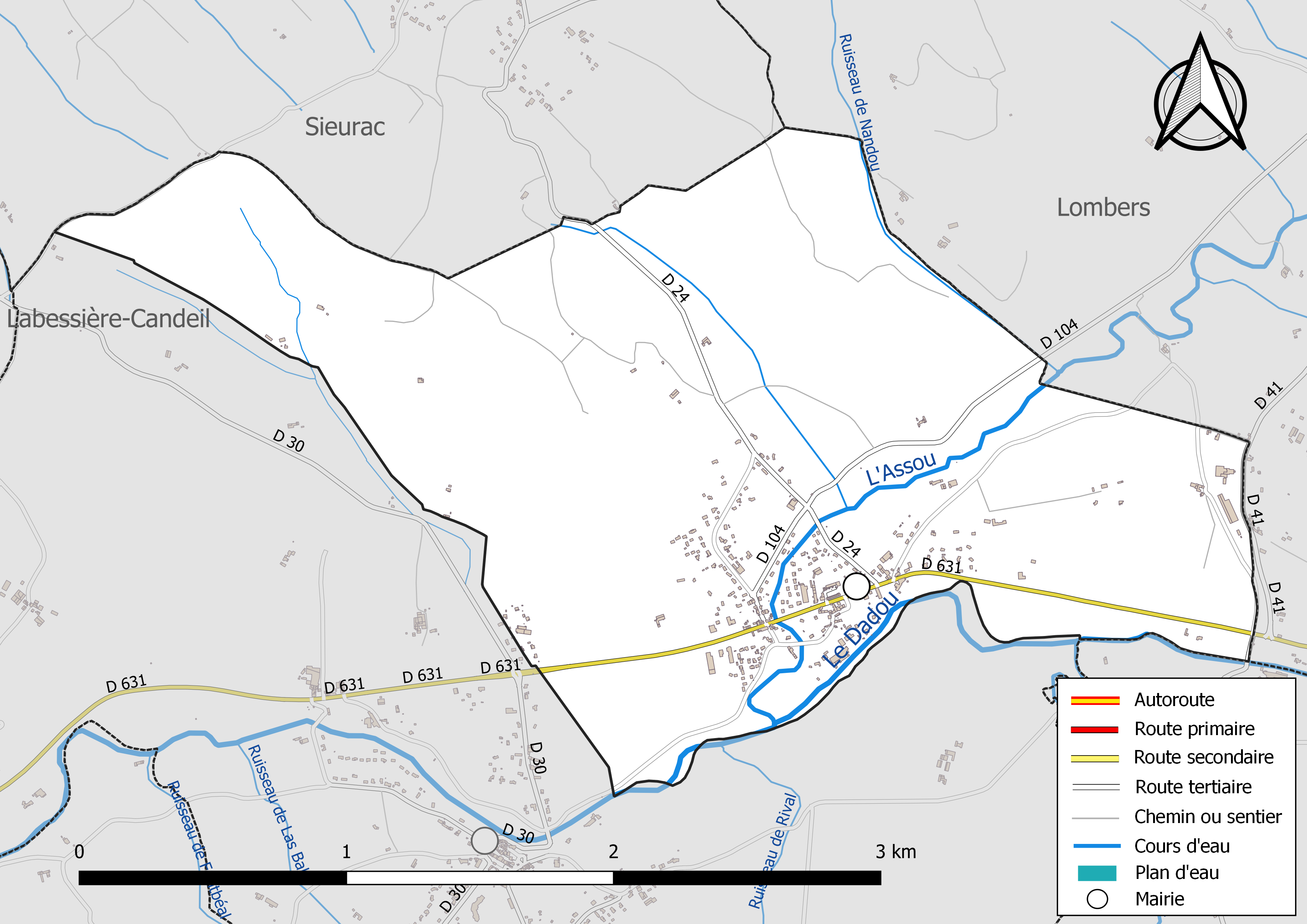
Réseaux hydrographique et routier de Laboutarie.

Le ruisseau de Lézert, d'une longueur totale de 12,1 km, prend sa source dans la commune de Saint-Julien-Gaulène et s'écoule du nord-est au sud-ouest. Il traverse la commune et se jette dans un bras du Tarn à Saint-Grégoire, après avoir traversé 5 communes.

### Climat
Pour des articles plus généraux, voir Climat de l'Occitanie et Climat du Tarn.
En 2010, le climat de la commune est de type climat du Bassin du Sud-Ouest, selon une étude du Centre national de la recherche scientifique s'appuyant sur une série de données couvrant la période 1971-2000. En 2020, Météo-France publie une typologie des climats de la France métropolitaine dans laquelle la commune est exposée à un climat océanique altéré et est dans la région climatique Aquitaine, Gascogne, caractérisée par une pluviométrie abondante au printemps, modérée en automne, un faible ensoleillement au printemps, un été chaud (19,5 °C), des vents faibles, des brouillards fréquents en automne et en hiver et des orages fréquents en été (15 à 20 jours).
Pour la période 1971-2000, la température annuelle moyenne est de 13,4 °C, avec une amplitude thermique annuelle de 16 °C. Le cumul annuel moyen de précipitations est de 805 mm, avec 9,4 jours de précipitations en janvier et 5,7 jours en juillet. Pour la période 1991-2020, la température moyenne annuelle observée sur la station météorologique de Météo-France la plus proche, « Albi », sur la commune du Sequestre à 15 km à vol d'oiseau, est de 13,8 °C et le cumul annuel moyen de précipitations est de 733,9 mm. 
La température maximale relevée sur cette station est de 42,3 °C, atteinte le 23 août 2023 ; la température minimale est de −20,4 °C, atteinte le 16 janvier 1985,,.
Les paramètres climatiques de la commune ont été estimés pour le milieu du siècle (2041-2070) selon différents scénarios d'émission de gaz à effet de serre à partir des nouvelles projections climatiques de référence DRIAS-2020. Ils sont consultables sur un site dédié publié par Météo-France en novembre 2022.

### Milieux naturels et biodiversité

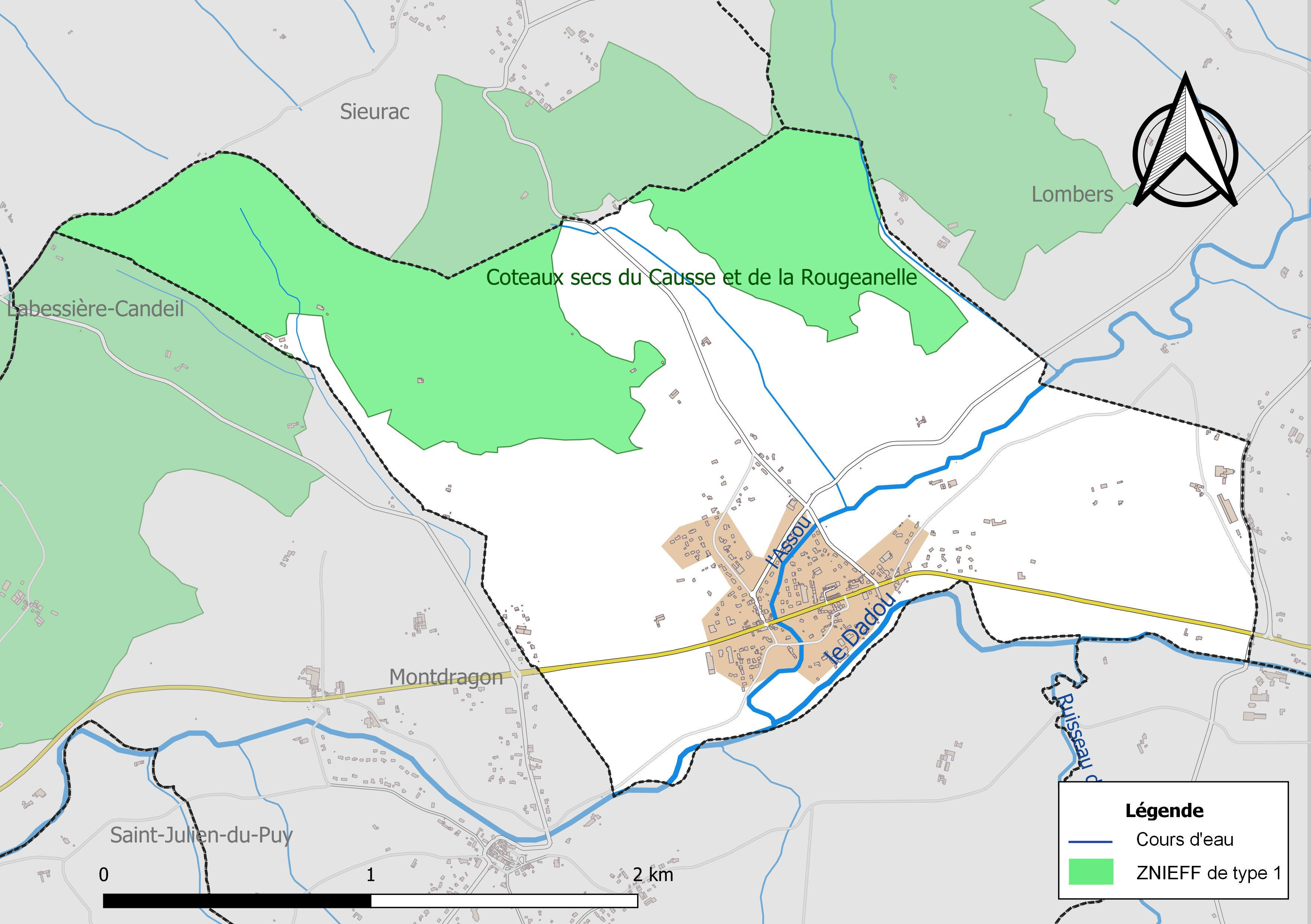
Carte de la ZNIEFF de type 1 localisée sur la commune.

L’inventaire des zones naturelles d'intérêt écologique, faunistique et floristique (ZNIEFF) a pour objectif de réaliser une couverture des zones les plus intéressantes sur le plan écologique, essentiellement dans la perspective d’améliorer la connaissance du patrimoine naturel national et de fournir aux différents décideurs un outil d’aide à la prise en compte de l’environnement dans l’aménagement du territoire.
Une ZNIEFF de type 1 est recensée sur la commune :
les « coteaux secs du causse et de la Rougeanelle » (797 ha), couvrant 6 communes du département.

## Urbanisme

### Typologie
Au 1er janvier 2024, Laboutarie est catégorisée commune rurale à habitat dispersé, selon la nouvelle grille communale de densité à sept niveaux définie par l'Insee en 2022.
Elle est située hors unité urbaine. Par ailleurs la commune fait partie de l'aire d'attraction d'Albi, dont elle est une commune de la couronne,. Cette aire, qui regroupe 91 communes, est catégorisée dans les aires de 50 000 à moins de 200 000 habitants,.

### Occupation des sols
L'occupation des sols de la commune, telle qu'elle ressort de la base de données européenne d’occupation biophysique des sols Corine Land Cover (CLC), est marquée par l'importance des territoires agricoles (85,5 % en 2018), une proportion identique à celle de 1990 (85,5 %). La répartition détaillée en 2018 est la suivante : 
terres arables (58,8 %), zones agricoles hétérogènes (26,7 %), forêts (7,7 %), zones urbanisées (6,8 %). L'évolution de l’occupation des sols de la commune et de ses infrastructures peut être observée sur les différentes représentations cartographiques du territoire : la carte de Cassini (XVIIIe siècle), la carte d'état-major (1820-1866) et les cartes ou photos aériennes de l'IGN pour la période actuelle (1950 à aujourd'hui).

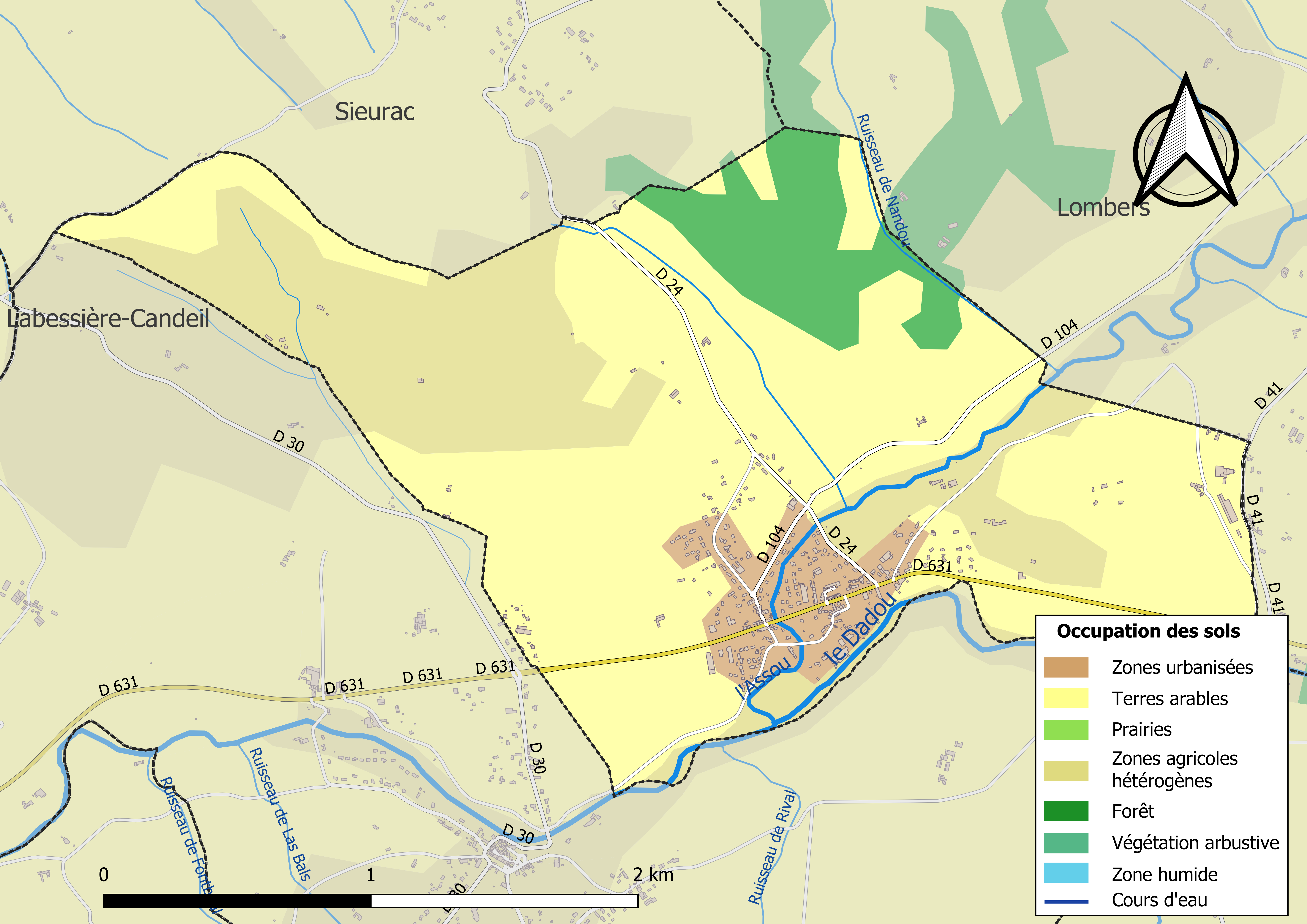
Carte des infrastructures et de l'occupation des sols de la commune en 2018 (CLC).

### Risques majeurs
Le territoire de la commune de Laboutarie est vulnérable à différents aléas naturels : météorologiques (tempête, orage, neige, grand froid, canicule ou sécheresse), inondations, mouvements de terrains et séisme (sismicité très faible). Il est également exposé à un risque technologique,  le transport de matières dangereuses. Un site publié par le BRGM permet d'évaluer simplement et rapidement les risques d'un bien localisé soit par son adresse soit par le numéro de sa parcelle.

#### Risques naturels
Certaines parties du territoire communal sont susceptibles d’être affectées par le risque d’inondation par débordement de cours d'eau, notamment le Dadou, l'Assou et le ruisseau de Lézert. La cartographie des zones inondables en ex-Midi-Pyrénées réalisée dans le cadre du XIe Contrat de plan État-région, visant à informer les citoyens et les décideurs sur le risque d’inondation, est accessible sur le site de la DREAL Occitanie. La commune a été reconnue en état de catastrophe naturelle au titre des dommages causés par les inondations et coulées de boue survenues en 1982, 1993, 1994, 2009 et 2020,.
Laboutarie est exposée au risque de feu de forêt. En 2022, il n'existe pas de Plan de Prévention des Risques incendie de forêt (PPRif). Le débroussaillement aux abords des maisons constitue l’une des meilleures protections pour les particuliers contre le feu,.

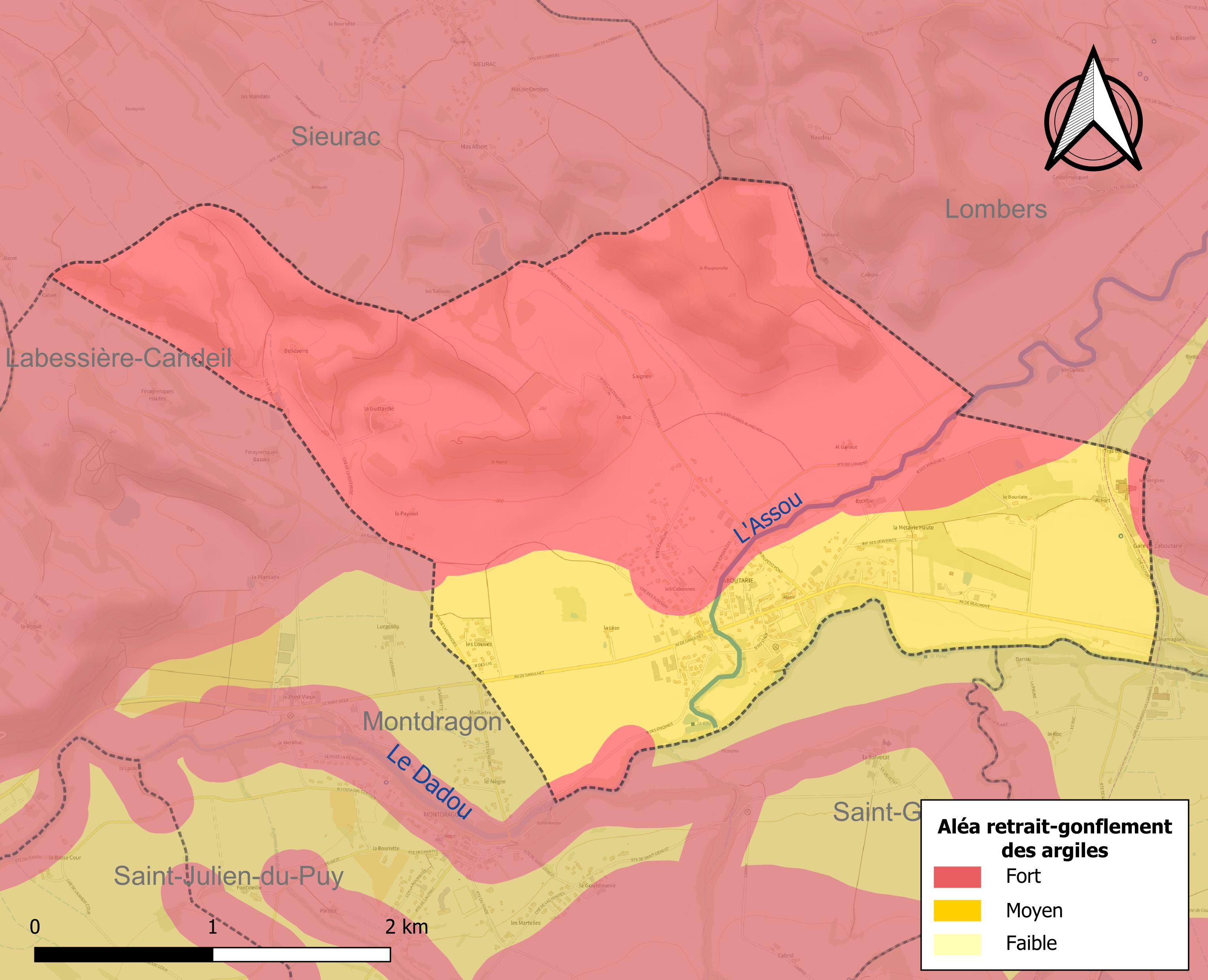
Carte des zones d'aléa retrait-gonflement des sols argileux de Laboutarie.

La commune est vulnérable au risque de mouvements de terrains constitué principalement du retrait-gonflement des sols argileux. Cet aléa est susceptible d'engendrer des dommages importants aux bâtiments en cas d’alternance de périodes de sécheresse et de pluie. La totalité de la commune est en aléa moyen ou fort (76,3 % au niveau départemental et 48,5 % au niveau national). Sur les 222 bâtiments dénombrés sur la commune en 2019, 222 sont en aléa moyen ou fort, soit 100 %, à comparer aux 90 % au niveau départemental et 54 % au niveau national. Une cartographie de l'exposition du territoire national au retrait gonflement des sols argileux est disponible sur le site du BRGM,.
Par ailleurs, afin de mieux appréhender le risque d’affaissement de terrain, l'inventaire national des cavités souterraines permet de localiser celles situées sur la commune.

#### Risques technologiques
Le risque de transport de matières dangereuses sur la commune est lié à sa traversée par des infrastructures routières ou ferroviaires importantes ou la présence d'une canalisation de transport d'hydrocarbures. Un accident se produisant sur de telles infrastructures est susceptible d’avoir des effets graves sur les biens, les personnes ou l'environnement, selon la nature du matériau transporté. Des dispositions d’urbanisme peuvent être préconisées en conséquence.

## Toponymie
La commune s'est aussi appelée Laboutarié.

## Histoire
Lors de la Seconde Guerre mondiale, Laboutarie fut occupée comme le reste de la zone libre au cours du mois de Novembre 1942. Une intense activité résistante se développa comme dans l'ensemble du Tarn, avec une activité particulière dans le sauvetage de familles juives (la famille Breil, du village voisin de Montdragon, a été reconnue comme Juste pour avoir caché la famille Levy (https://www.ajpn.org/commune-Montdragon-81174.html). Le maire de Laboutarie laissait régulièrement une fenêtre de la mairie mal fermée, afin de permettre à un résistant local (Louis Gillot) d'accéder aux tampons et supports de faux papiers, à usage de la résistance et des juifs en fuite vers l'Espagne; Laboutarie était en effet située hors des grands axes, entre Albi et Sorèze, hauts lieux de protection des juifs, et plus au Sud l'Espagne. Un parachutage d'armes eut lieu une nuit sur le site du stade. Les armes furent cachées dans un bâtiment annexe de la mégisserie de la Société des Extraits de Gambier, que l'armée allemande avait réquisitionné pour stocker des céréales, des meubles et du matériel saisi aux Tarnois. Cette tactique de cache extraordinaire était rendue possible par le fait que cette annexe était l'atelier de séchage des peaux, alimenté par de grandes conduites d'air chaud venant de la chaudière située dans le bâtiment principal : les résistants avaient acheminé les armes par ces conduites et les avaient caché à leur extrémité, sous le plancher sur lequel l'armée allemande stockait ses prises. Une cache bien gardée, en somme.

## Politique et administration

### Liste des maires
| Période                                  | Période  | Identité      | Étiquette | Qualité |
| ---------------------------------------- | -------- | ------------- | --------- | ------- |
|                                          |          |               |           |         |
| mars 2001                                | En cours | Serge Bourrel |           |         |
| Les données manquantes sont à compléter. |          |               |           |         |

## Population et société

### Démographie
| 1793 | 1800 | 1806 | 1821 | 1831 | 1836 | 1841 | 1846 | 1851 |
| ---- | ---- | ---- | ---- | ---- | ---- | ---- | ---- | ---- |
| 144  | 126  | 157  | 208  | 172  | 187  | 173  | 188  | 182  |

| 1856 | 1861 | 1866 | 1872 | 1876 | 1881 | 1886 | 1891 | 1896 |
| ---- | ---- | ---- | ---- | ---- | ---- | ---- | ---- | ---- |
| 165  | 175  | 161  | 178  | 168  | 188  | 176  | 165  | 173  |

| 1901 | 1906 | 1911 | 1921 | 1926 | 1931 | 1936 | 1946 | 1954 |
| ---- | ---- | ---- | ---- | ---- | ---- | ---- | ---- | ---- |
| 198  | 243  | 233  | 256  | 266  | 222  | 215  | 222  | 251  |

| 1962 | 1968 | 1975 | 1982 | 1990 | 1999 | 2006 | 2008 | 2013 |
| ---- | ---- | ---- | ---- | ---- | ---- | ---- | ---- | ---- |
| 270  | 303  | 331  | 429  | 381  | 387  | 439  | 454  | 483  |

| 2018 | 2022 | - | - | - | - | - | - | - |
| ---- | ---- | - | - | - | - | - | - | - |
| 486  | 508  | - | - | - | - | - | - | - |

### Sports
Le sprint intermédiaire de la 13e étape du Tour de France 2015 a lieu dans la commune.

## Économie

### Revenus
En 2018, la commune compte 200 ménages fiscaux, regroupant 467 personnes. La médiane du revenu disponible par unité de consommation est de 19 870 € (20 400 € dans le département).

### Emploi
|                | 2008  | 2013   | 2018   |
| -------------- | ----- | ------ | ------ |
| Commune        | 9 %   | 11,7 % | 10,2 % |
| Département    | 8,2 % | 9,9 %  | 10 %   |
| France entière | 8,3 % | 10 %   | 10 %   |

En 2018, la population âgée de 15 à 64 ans s'élève à 315 personnes, parmi lesquelles on compte 80,6 % d'actifs (70,5 % ayant un emploi et 10,2 % de chômeurs) et 19,4 % d'inactifs,. Depuis 2008, le taux de chômage communal (au sens du recensement) des 15-64 ans est supérieur à celui de la France et du département.
La commune fait partie de la couronne de l'aire d'attraction d'Albi, du fait qu'au moins 15 % des actifs travaillent dans le pôle,. Elle compte 141 emplois en 2018, contre 133 en 2013 et 146 en 2008. Le nombre d'actifs ayant un emploi résidant dans la commune est de 223, soit un indicateur de concentration d'emploi de 63,2 % et un taux d'activité parmi les 15 ans ou plus de 63,6 %.
Sur ces 223 actifs de 15 ans ou plus ayant un emploi, 39 travaillent dans la commune, soit 18 % des habitants. Pour se rendre au travail, 87 % des habitants utilisent un véhicule personnel ou de fonction à quatre roues, 3,6 % les transports en commun, 4,4 % s'y rendent en deux-roues, à vélo ou à pied et 4,9 % n'ont pas besoin de transport (travail au domicile).

### Activités hors agriculture

#### Secteurs d'activités
51 établissements sont implantés  à Laboutarie au 31 décembre 2019. Le tableau ci-dessous en détaille le nombre par secteur d'activité et compare les ratios avec ceux du département,.
| Secteur d'activité                                                                                        | Commune | Commune | Département |
| Secteur d'activité                                                                                        | Nombre  | %       | %           |
| --- | ------- | ------- | ----------- |
| Ensemble                                                                                                  | 51      |         |             |
| Industrie manufacturière, industries extractives et autres                                                | 6       | 11,8 %  | (13 %)      |
| Construction                                                                                              | 8       | 15,7 %  | (12,5 %)    |
| Commerce de gros et de détail, transports, hébergement et restauration                                    | 16      | 31,4 %  | (26,7 %)    |
| Activités financières et d'assurance                                                                      | 1       | 2 %     | (3,3 %)     |
| Activités immobilières                                                                                    | 3       | 5,9 %   | (4,2 %)     |
| Activités spécialisées, scientifiques et techniques et activités de services administratifs et de soutien | 4       | 7,8 %   | (13,8 %)    |
| Administration publique, enseignement, santé humaine et action sociale                                    | 11      | 21,6 %  | (15,5 %)    |
| Autres activités de services                                                                              | 2       | 3,9 %   | (9 %)       |

Le secteur du commerce de gros et de détail, des transports, de l'hébergement et de la restauration est prépondérant sur la commune puisqu'il représente 31,4 % du nombre total d'établissements de la commune (16 sur les 51 entreprises implantées  à Laboutarie), contre 26,7 % au niveau départemental.

### Agriculture
|               | 1988 | 2000 | 2010 | 2020 |
| ------------- | ---- | ---- | ---- | ---- |
| Exploitations | 11   | 15   | 9    | 6    |
| SAU (ha)      | 373  | 369  | 400  | 285  |

La commune est dans la « plaine de l'Albigeois et du Castrais », une petite région agricole occupant le centre du département du Tarn. En 2020, l'orientation technico-économique de l'agriculture  sur la commune est la polyculture et/ou le polyélevage. Six exploitations agricoles ayant leur siège dans la commune sont dénombrées lors du recensement agricole de 2020 (onze en 1988). La superficie agricole utilisée est de 285 ha,,.

### Artisanat et industrie
Laboutarie a sur son territoire les anciennes mégisseries de la Société des Extraits de Gambier, qui produisait les peaux d'agneau de la plus haute qualité, grâce à l'utilisation d'extraits d'écorces importées des îles de Gambier, dans le Pacifique. La société était gérée par Louis Gillot, associé à des actionnaires britanniques.
Cette activité a pris fin avec la seconde guerre mondiale, les flux maritimes nécessaires à l'importation des écorces étant brutalement interrompus. Pendant la guerre l'usine fut réquisitionnée par l'armée allemande.. et utilisée simultanément comme cache d'armes pour la Résistance, à laquelle appartenait Louis Gillot (voir section Histoire). L'usine, qui était construite sur le site d'un ancien moulin dont subsiste le barrage sur la Dadou, est aujourd'hui désaffectée.

### Tourisme

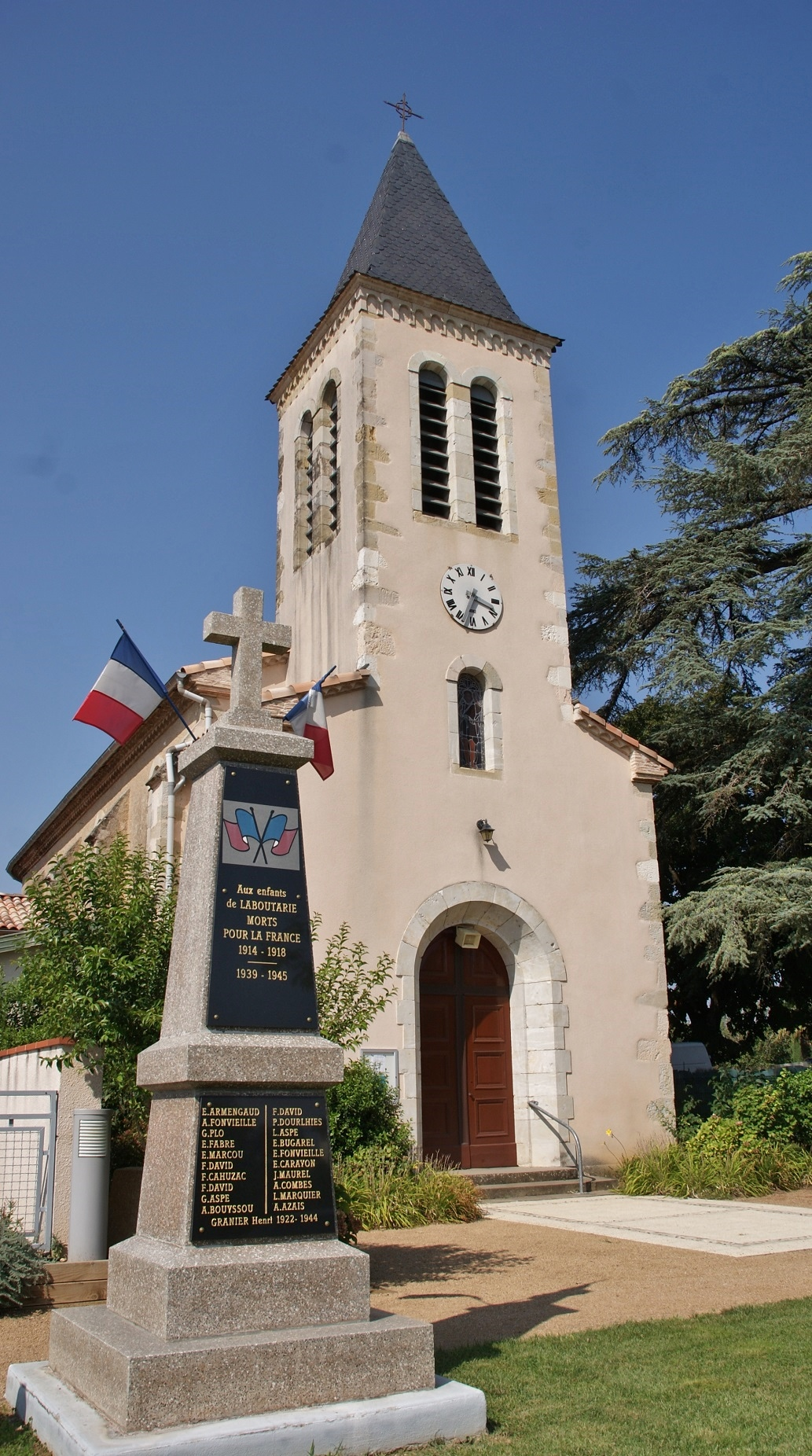
L'église Saint-Jean-Baptiste de Laboutarie.

## Culture locale et patrimoine

### Lieux et monuments
- Église paroissiale Saint-Jean-Baptiste de Laboutarie.